# 콘스탄티노폴리스 공방전 (674~678년)

비잔티움 시대의 콘스탄티노폴리스의 지도

674~678년에 있었던 아랍인의 콘스탄티노폴리스에 대한 첫 번째 공방전은 아랍-비잔티움 전쟁의 주요 충돌이었으며, 칼리프 무아위야 1세 무아위야가 이끄는 비잔티움 제국을 향한 우마이야 칼리프국의 확장주의 전략이 처음으로 정점에 달한 사건이었다. 내전 이후 661년 이슬람 아랍 제국의 통치자로 등장한 그는 몇 년 만에 비잔티움에 대한 공격적인 전쟁을 재개하고 비잔티움 수도 콘스탄티노폴리스를 점령하여 치명적인 타격을 가할 것을 희망했다.